# Funktionel træning
Funktionel træning er en træningsform som inddrager hele kroppen og forbedrer den til dagligdagsaktiviteter.

## Oprindelse
Funktionel træning har sine rødder i fysioterapi. Fysioterapeuter bruger ofte denne tilgang for at genoptræne patienter med bevægelseshandicap. Denne form for træning er tilegnet handlinger og kontekster som er meningsfulde for den enkelte patient med funktionel uafhængighed som overordnet mål.
For eksempel kan øvelser simulere handlinger derhjemme og på arbejdet som patienter var vant til før en skade, sådan at genoptræningen forbereder dem på at vende tilbage til deres normale liv. For et arbejde med gentagne, tunge løft vil genoptræning fokusere på tunge løft, eller for et arbejde med børn kunne genoptræning fokusere på moderate løft og udholdenhed.
Under funktionel træning tilegner og udvikler man derfor øvelser som styrker og reducerer sandsynligheden for skader. Inden for vægtløftning indebærer funktionel træning oftest kernemuskulaturen omkring mave og ryg. Øvelserne står i modsætning til vægttræningsmaskiner som dem man ser i motionscentre, da de ofte isolerer enkelte muskelgrupper i de samme bevægelsesmønstre og derved kunstiggøre bevægelsen i forhold til bevægelser fra ens hverdag. Mange af øvelserne fra funktionel træning ligner dem man kender fra fitness formen kropsvægttræning, hvor man normalt kun udfører øvelser med egen kropsvægt, men også inkorporere udstyr som modstandselastikker og vægtveste for at forøge vægtbelastning til de øvelser hvor man ønsker en særlig forøget styrke. Træningsudstyret skal derfor gøre det muligt for udøveren at holde sig til de korrekte og naturlige bevægelsesmønstre, der netop giver funktionel træning sine mange kvaliteter.
Nogle af de mest basale og kendte øvelser som falder ind kategorien funktionel træning, er bl.a. gang, løb, armbøjninger, spring og sprint.
Under genoptræning behøver funktionel træning ikke at involvere vægttræning, men kan blot fokusere på en øvelse eller serie af øvelser som patienten kan have svært ved at udføre. Det kan også være balanceøvelser hvis balancen er hæmmet.

## Udstyr
Almindelige vægttræningsmaskiner har begrænset nyttighed inden for funktionel træning. Andre muligheder inkluderer blandt andet:
- Håndvægte og vægtstænger
- Kølleformede vægte
- Kettlebells
- Kabelmaskiner
- Medicinbolde
- Vægttræning med kropsvægt
- Balancebrædder
- Sandsække
- Elastikbånd med modstand
- Vægtvest